# Palm Beach International Raceway
Palm Beach International Raceway was een circuit gelegen in Palm Beach County, nabij Jupiter, Florida, Verenigde Staten. Het circuit bestaat uit een roadcourse en dragstrip.
Op het circuit worden verschillende Amerikaanse stockcar-races verreden. Hiernaast wordt er ook gereden om landelijke en lokale formule-  en kart-kampioenschappen.